# Nososticta fonticola
Nososticta fonticola – gatunek ważki z rodziny pióronogowatych (Platycnemididae).